# Bulbophyllum bisetum
Bulbophyllum bisetum är en orkidéart som beskrevs av John Lindley. Bulbophyllum bisetum ingår i släktet Bulbophyllum och familjen orkidéer. Inga underarter finns listade i Catalogue of Life.